# ارکی پنتیلا
ارکی پنتیلا (فنلاندی: Erkki Penttilä؛ ۱۴ ژوئن ۱۹۳۲ – ۱۹ آوریل ۲۰۰۵) کشتی‌گیر اهل فنلاند بود.